# Kuerek
Der Kuerek (auch Mahaut River) ist ein Fluss an der Küste im Osten von Dominica im Parish Saint David, im Carib Territory.

## Geographie
Der Mahaut River entspringt am Osthang des Morne La Source im Carib Territory. In nächster Nähe entspringen auch Ravine Djerrick (W) und Ravine Bois Diable (w) auf der gegenüberliegenden Seite der Wasserscheide. Der Fluss verläuft stetig nach Osten und mündet in der Anse Maho in den Atlantik. Der Fluss ist ca. 2,4 km lang. Nur wenige Meter nördlich seiner Mündung mündet auch der kleine Kuanaro in den Atlantik.
Im Süden grenzt das Einzugsgebiet an dasjenige des Madjini River (Akayuma) an.
Mehrere weitere Gewässer in Dominica tragen ähnliche Bezeichnungen, so der Mahaut River (Rosalie Bay) weiter südlich bei Rivière Cirique, der Mahaut River (Karibisches Meer) im Parish Saint Paul und die Ravine Mahaut bei Petite Soufrièré.